# Svartstrimmig sabeltimalia
Svartstrimmig sabeltimalia (Erythrogenys gravivox) är en asiatisk fågel i familjen timalior inom ordningen tättingar. Den förekommer i bergsskogar, huvudsakligen i Kina. Beståndet anses vara livskraftigt.

## Utseende
Svartstrimmig sabeltimalia är en rätt liten till medelstor (22-25 cm) sabeltimalia med grå, nerböjd näbb. Hjässan och ovansidan är olivbrun, undersidan vit med rostbruna flanker och kraftiga fläckar eller streck på övre delen av bröstet. I det rostbruna ansiktet syns ett svart mustaschstreck och gula ögon.

## Utbredning och systematik
Svartstrimmig sabeltimalia förekommer i bergstrakter och delas in i sex underarter med följande utbredning:
- Erythrogenys gravivox odicus – nordöstra Myanmar till södra Kina (Yunnan), norra Laos och nordvästra Tonkin
- Erythrogenys gravivox decarlei – sydvästra Kina (Qinghai, södra Sichuan och nordvästra Yunnan)
- Erythrogenys gravivox dedekensi – sydvästra Kina (östra Qinghai till nordvästra Yunnan)
- Erythrogenys gravivox gravivox – sydvästra Kina (nordvästra Sichuan till södra Gansu och södra Shaanxi)
- Erythrogenys gravivox sowerbyi – centrala Kina (centrala Shaanxi)
- Erythrogenys gravivox cowensae – södra Kina (östra Sichuan till sydvästra Hubei och norra Guizhou)

Underarten sowerbyi inkluderas ofta i nominatformen.
Svartstrimmig sabeltimalia är nära släkt med fläckbröstad, gråsidig och fläckig sabeltimalia och tar tidigare behandlats som en och samma art.

### Släktestillhörighet
Fågeln placerades tidigare i släktet Pomatorhinus, men DNA-studier visar att flera arter är närmare släkt med Stachyris, däribland svartstrimmig sabeltimalia. Den och dess släktingar har därför lyfts ut till ett eget släkte. 

## Levnadssätt
Svartstrimmig sabeltimalia förekommer i öppen skog, skogsbryn, ungskog samt gräs- och snårbuskmarker från 200 till 3800 meter över havet. Den lever ett tillbakadraget liv och är mycket svår att få syn på när den söker efter insekter och vegetabiliskt material i undervegetationen. Arten är stannfågel.

### Häckning
Fågeln häcker från mars till juni i större delen av utbredningsområdet. Den bygger ett kupolformat bo med sidoingång av löv, gräs och växtfibrer. I boet som placeras på marken eller lågt i en buske lägger den tre till sex ägg.

## Status och hot
Arten har ett stort utbredningsområde och en stor population, och tros öka i antal. Utifrån dessa kriterier kategoriserar internationella naturvårdsunionen IUCN arten som livskraftig (LC). Världspopulationen har inte uppskattats men den beskrivs som ganska vanlig till vanlig.